# Gran Sigillo del Canada

Gran Sigillo del Canada

Il Gran Sigillo del Canada (in inglese: Great Seal of Canada; in francese: Grand Sceau du Canada) è lo stemma utilizzato dallo Stato del Canada a fini ufficiali, come per la certificazione degli atti del Parlamento che hanno ricevuto il "royal assent".
Il primo Gran Sigillo del Canada fu scolpito nel Regno Unito nel 1869 e inviato in Canada per sostituire un sigillo provvisorio utilizzato dalla Confederazione canadese dal 1867; raffigurava la Regina Vittoria seduta dietro un baldacchino.
I vecchi sigilli vengono distrutti ogniqualvolta che un nuovo monarca sale al trono. L'attuale Gran Sigillo è stato fabbricato presso il Royal Canadian Mint quando la regina Elisabetta II successe a suo padre nel 1952, ed è entrato in uso nel 1955. Il sigillo è fatto di acciaio speciale temprato, pesa 3,75 kg, ed ha un diametro di 127 mm. Rappresenta la Regina in trono con il mantello dell'incoronazione, l'orbe e lo scettro e la ritrae nel giorno della sua intronizzazione con, in primo piano, la versione del 1957 della Armi Reali (lo stemma) del Canada e con l'iscrizione Reine du Canada - Elizabeth II - Queen of Canada. L'iscrizione è in francese e in inglese, mentre nei precedenti Gran Sigilli era latino.
Il Governatore Generale del Canada è il custode del Grande Sigillo, che ne lascia il possesso al Cancelliere Generale del Canada. Ciascuna province ha un proprio sigillo, per scopi analoghi, che è conservato e custodito dal Luogotenente Governatore della provincia.
I seguenti documenti devono recare Il Grand Sigillo del Canada: 
- Il Proclamazioni Reali
- Le Leggi
- Le commissioni per la nomina dei ministri
- Le commissioni per la nomina del vice-governatori
- Le commissioni per la nomina dei senatori
- Le commissioni per la nomina dei giudici